# Albenlauk
Albenlauk war ein Ort im Kreis Heiligenbeil in Ostpreußen. Seine Ortsstelle liegt heute im Bereich des Munizipalkreises Rajon Bagrationowsk (Stadtkreis Preußisch Eylau) in der Oblast Kaliningrad (Gebiet Königsberg (Preußen)) der Russischen Föderation.

## Geographische Lage
Die Ortsstelle Albenlauks liegt im südlichen Westen der Oblast Kaliningrad, 24 Kilometer nordöstlich der früheren Kreisstadt Heiligenbeil (russisch Mamonowo) bzw. 27 Kilometer nordwestlich der jetzigen Rajonshauptstadt Bagrationowsk (deutsch Preußisch Eylau).

## Geschichte
Das seinerzeitige Dalbinlaucken wurde um 1600 als kleiner Hof gegründet und in den Folgejahren mit verschiedenen Namen versehen: um 1602 Talbinlaucken, nach 1602 Talbinlaucken, um 1669 Korscheller Wiese, nach 1669 Dalbehnlauck, um 1785 Albehnlauck, nach 1785 Albenlauck und nach 1820 Albenlauk.
1874 wurde die Landgemeinde Albenlauk in den neu errichteten Amtsbezirk Kukehnen (russisch Ladoschskoje) im ostpreußischen Kreis Heiligenbeil aufgenommen. 13 Einwohner zählte das kleine Dorf im Jahre 1910.
Am 30. September 1928 gab Albenlauk seine Eigenständigkeit auf und schloss sich mit der Landgemeinde Plössen (russisch Priwolnoje) und den Gutsbezirken Amalienwalde (ohne Bruch Wedderau) und Preußisch Wäldchen (keine russischen Namen bekannt) zur neuen Landgemeinde Plössen zusammen.
Als 1945 in Kriegsfolge das gesamte nördliche Ostpreußen an die Sowjetunion abgetreten wurde, verlor sich die Spur des kleinen Dorfs Albenlauk. Es dürfte wohl nicht mehr besiedelt worden sein, jedenfalls fehlt eine russische Bezeichnung, der Ort wird nicht mehr offiziell genannt, ist vielleicht in Priwolnoje aufgegangen und gilt heute als untergegangen.

## Religion
Albenlauk war bis 1945 in das Kirchspiel der evangelischen Kirche Zinten (russisch Kornewo) in der Kirchenprovinz Ostpreußen der Kirche der Altpreußischen Union eingegliedert.

## Verkehr
Die heute nicht mehr erkennbare Ortsstelle Albenlauks liegt südlich der Regionalstraße 27A-002 (ex R 516, heute auch E 28, frühere „Berlinka“) zwischen Mamonowo (Heiligenbeil) und Kaliningrad (Königsberg (Preußen)). Von der Straße Kornewo (Zinten)–Laduschkin (Ludwigsort) zweigen in östlicher Richtung bei der Ortsstelle Worwegens mehrere Landwege in östlicher Richtung ab, über die die Ortsstelle zu erreichen ist.